# Antenna TV
Antenna TV est une chaîne de télévision américaine détenue par Tribune Company créée le 1er janvier 2011 et distribuée sur le sous-canal numérique de nombreuses stations à travers le pays. Elle diffuse des classiques de la télévision des années 1950 aux années 1990, ainsi que quelques films.

## Programmation
La majorité de la programmation provient du catalogue de Sony Pictures Entertainment (incluant les séries produites par Screen Gems, Columbia Pictures Television, TriStar Television et Columbia TriStar Television). Depuis l'été 2011, le catalogue de Universal Pictures a été ajouté. Elle partage aussi, avec MeTV, quelques séries de NBCUniversal Television Distribution et 20th Television.

## Affiliés
Antenna TV est distribué dans plus de 70 marchés, par la majorité des stations appartenant à Nexstar Media Group.
| #  | Marché                  | Station      | Propriétaire              |
| -- | ----------------------- | ------------ | ------------------------- |
| 1  | New York                | WPIX         | Nexstar Media Group       |
| 2  | Los Angeles             | KTLA         | Nexstar Media Group       |
| 3  | Chicago                 | WGN-TV       | Nexstar Media Group       |
| 4  | Philadelphie            | WPHL-TV (en) | Nexstar Media Group       |
| 5  | Dallas                  | KDAF (en)    | Nexstar Media Group       |
| 6  | Atlanta                 | WATL (en)    | Tegna Inc.                |
| 7  | Houston                 | KIAH-TV (en) | Nexstar Media Group       |
| 8  | Washington, D.C.        | WDCW (en)    | Nexstar Media Group       |
| 9  | Boston                  | WCRN-LD      | Tyche Media, LLC          |
| 10 | San Francisco           | KRON-TV (en) | Nexstar Media Group       |
| 11 | Phoenix                 | KNXV-TV (en) | E. W. Scripps Company     |
| 12 | Seattle                 | KZJO (en)    | Fox Television Stations   |
| 13 | Tampa                   | WFLA-TV (en) | Nexstar Media Group       |
| 14 | Détroit                 | WMYD (en)    | E. W. Scripps Company     |
| 15 | Minneapolis             | WUCW (en)    | Sinclair Broadcast Group  |
| 16 | Denver                  | KDVR (en)    | Nexstar Media Group       |
| 17 | Orlando                 | WSWF-LD (en) | Major Market Broadcasting |
| 18 | Miami                   | WSFL-TV (en) | E. W. Scripps Company     |
| 19 | Cleveland               | WJW          | Nexstar Media Group       |
| 20 | Sacramento              | KTXL (en)    | Nexstar Media Group       |
| 21 | Charlotte               | WCCB (en)    | Bahakel Communications    |
| 22 | Portland                | KRCW-TV (en) | Nexstar Media Group       |
| 23 | Raleigh                 | WLFL (en)    | Sinclair Broadcast Group  |
| 24 | Saint-Louis (Missouri)  | KTVI (en)    | Nexstar Media Group       |
| 25 | Indianapolis            | WXIN (en)    | Nexstar Media Group       |
| 50 | La Nouvelle-Orléans     | WGNO         | Nexstar Media Group       |
| 54 | Buffalo (New York)      | WGRZ         | Tegna Inc.                |
| 57 | Scranton (Pennsylvanie) | WNEP-TV      | Tegna Inc.                |
| 65 | Tucson                  | KGUN-TV      | E. W. Scripps Company     |
| 94 | Burlington (Vermont)    | WFFF-TV      | Nexstar Media Group       |